# Lerdo
Lerdo – obszar niemunicypalny w Kern County, w Kalifornii (Stany Zjednoczone), na wysokości 127 m.
Poczta w Lerdo została otwarta w 1890, a zamknięta w 1894.